# 牛初乳
初乳是產犢後3天內的乳汁，其營養成分與普通奶相比，含有較高蛋白質，而脂肪和糖含量則較低。另外，初乳亦含有大量的免疫和生長因子，如免疫球蛋白、乳鐵蛋白、溶菌酶、類胰島素生長因子、表皮生長因子等。
初乳的顔色發黃，濃稠，有腥味，酸度高，口感差，加上其成分相當複雜，人類不宜直接食用(况且直接饮用很可能会摄入不良微生物)，只有經過特殊處理後的初乳才是安全的。其加工方法有乾燥昇華和巴士德消毒法兩種，隨著科技的發展，現在也有使用獨特的生物技術保存的牛初乳。由於其擁有很高營養成分，故初乳在20世紀開始成為一種普遍的保健食品及兒童營養品。

## 定義
一般意義上，雌性哺乳類動物於產後2-3天內所分泌乳汁稱為初乳，之後分泌的乳汁則稱為常乳。牛初乳屬初乳其中一種。牛初乳中的重要生長因子在化學成分上和人初乳中的基本一致。
中國官方於2005年12月12日通過的牛初乳行業規範認為，牛初乳必須是母牛產犢後3天內的乳汁。乳牛分娩後最初3天的乳汁，由於是供小牛最初食用的，其組成明顯與常乳不同。其中，乳牛產犢後24小時內所分泌的乳汁，所含的優質蛋白質和免疫球蛋白特別豐富，當中的免疫球蛋白IgG含量可占總蛋白量的40%以上，比人初乳的最多高出100倍；而在24小時後采集的IgG含量會急速下降至4%；在48小時後至72小時內的IgG更會逐漸降至接近普通乳汁水平。這3天的乳汁因成分不同，一般不會直接混入常乳用于常規乳制品加工。

## 成分
初乳較之常乳，蛋白質含量更高，脂肪和糖含量較低，鐵含量是常乳的10—17倍，維生素D和維生素A分別是常乳的3倍和10倍。另外，初乳還包括以下成分：

### 免疫球蛋白
初乳中含有5種免疫球蛋白，分別是IgA、IgD、IgE、IgG及IgM，其中IgG的含量最高，其他免疫球蛋白含量都較低。人初乳中，IgG的含量一般在2%左右，而牛初乳中IgG的含量是8%-25%不等。免疫球蛋白對于病毒性感染、細菌性感染、寄生蟲和酵母菌都有良好的防禦作用。

### 致病菌抗體
牛初乳中含有至少19種致病菌抗體，包括沙門氏菌、大腸杆菌和鏈球菌的抗體。

### 乳鐵蛋白
可以調節人體對鐵的吸收，同時也是與需要鐵生存的病菌做抗衡，使病菌得不到養份而死亡。另因結構特殊，可以與微生物結合，進而破壞細菌的細胞壁，也可以達到抗菌的作用。另一功能是可調節人體的免疫力，乳鐵蛋白屬於嗜中性白血球，攝取乳鐵蛋白，可活化體內的吞噬細胞，進而達到調節免疫之功能。。乳铁蛋白在初乳中的质量密度要比常乳高10~100倍。

### 雙歧因子
幫助腸道益菌雙歧桿菌生長，從而增加腸道健康。

### 溶菌酶
人體抗菌酶的一種。

### 富脯氨酸多肽 PRP
可以調節人體胸腺的活動。胸腺是免疫系統的中心控制樞紐。通過調節胸腺，PRP可以刺激衰弱的免疫系統，也可以平衡過度活躍的免疫系統，從而避免了很多自體免疫系統疾病。

### 表皮生長因子 EGF
對皮膚的保護和保養有作用。在和牛初乳中的其他生長因子的共同作用下，EGF可以刺激正常皮膚的生長和細胞的修復。

### 類胰島素生長因子I和II IGF-I，IGF-II
是牛初乳中含量最豐富的生長因子，它們影響著機體組織如何利用脂肪、蛋白和糖。IGF-I是目前僅知的幾種可以刺激脫氧核糖核酸修復的物質之一，可幫助抗衰老。IGF-I可以調節血糖和膽固醇含量，幫助肌肉組織形成。

## 產量
牛初乳的產量在2008年計約為普通牛奶的2%，而且由於首先必須滿足牛犢的生理需求，故實際在市場上的供應更少。新生牛犢通常在生命的最初2-3天內通過吸吮或其他方式接受母牛的新鮮初乳。此間，大多數健康乳牛產生的初乳量均超出了牛犢的需求。一般地，頭胎母牛產生的初乳較之經產母牛要少些，其平均初乳產量分別是32.7公斤和41.7公斤，但依據乳牛品種的不同存在差異，荷蘭北部地區的黑白花牛作為世界上最常見的乳牛品種，其頭胎和經產母牛的平均初乳產量分別是24公斤和54公斤。一些文獻報道的初乳產量是分娩後最初4天內的總量，平均值在39-52公斤範圍內。

## 健康功效
對人類兒童來說，由於從母體和母初乳中得到的抗體只能維持6個月，而小朋友需要到12歲免疫系統才發育完全，故其中的真空時間需要補充抗體，服用牛初乳是一個補充抗體的渠道。另外，牛初乳含有的諸多成分對身體發育有促進作用。
對成人而言，有說服用牛初乳可增加整體免疫力和身體素質，但這方面的研究證據並不充分。相對的，有相當多的研究指出服用牛初乳可改善一些特定的免疫參數，特別是某類型的抗體數量。

## 批評
有說牛初乳只適合牛喝，因爲其中的抗體主要針對牛的疾病，只有部分與人類共通。
另外，牛初乳與普通牛奶相比，含有更高濃度的生長因子，其中泌乳素的含量大約高普通牛奶4倍，生長激素的含量大約高10倍，促性腺激素大約高1倍。由于荷爾蒙含量高，服用牛初乳過多的話，會引起小朋友不正常發育現象，包括性早熟。

## 相关法令
2012年9月1日开始，中国大陆实行关于牛初乳的禁令。限定范围是婴幼儿配方食品，包括婴儿配方食品、较大婴儿和幼儿配方食品、特殊医学用途婴儿配方食品。而其他食品可以添加和使用牛初乳。